# Nastassia Novikava
Nastassia Novikava (n. 16 de novembre de 1981) és una atleta d'halterofília de Belarús.
Als Jocs Olímpics d'Estiu de 2004 quedà cinquena classificada. Als Campionats d'Halterofília Mundials de 2006 guanyà a la medalla de plata en la classe de 53 kg, alçant un total de 213 kg. Va guanyar la medalla de bronze en l'esdeveniment femení de 53 kg durant els Jocs Olímpics d'Estiu 2008.